# Oecetis prolongata
Oecetis prolongata är en nattsländeart som beskrevs av Oliver S. Flint Jr. 1981. Oecetis prolongata ingår i släktet Oecetis och familjen långhornssländor. Inga underarter finns listade i Catalogue of Life.